# Canadair CL-415

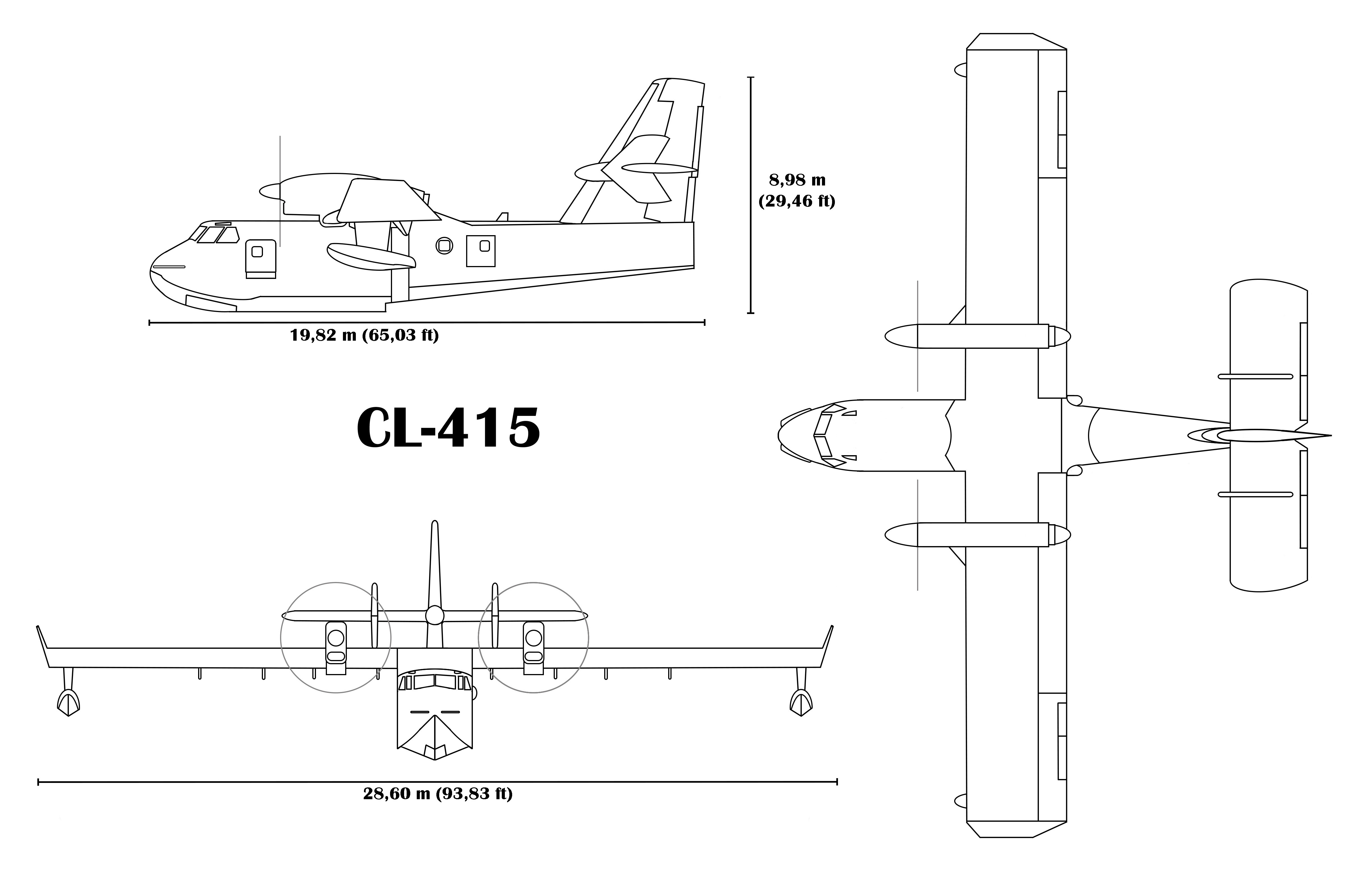
Canadair CL-415

De Canadair (of Bombardier) CL-415 is een in 1990 ontwikkeld watervliegtuig dat speciaal werd ontwikkeld voor het bestrijden van grote branden. Het toestel is de opvolger van zijn kleinere voorganger de Canadair CL-215.

## Kenmerken
Het toestel is gebaseerd op het verlengde airframe van zijn voorganger en kan in het laadruim 6140 kg water of bluschemicaliën meevoeren; dit laadruim kan op ieder wateroppervlak worden gevuld waar het toestel maar landen kan. Op zee duurt het voltanken van het laadruim slechts 30 seconden.
Vanwege zijn staat van dienst door de jaren heen werd aan het toestel de Spaanse onderscheiding Batefuegos de Oro (gouden vuurbestrijder) toegekend.
Hoewel de toestellen ook voor algemeen transport worden ingezet blijft hun inzet in de zomerperiode specifiek de brandbestrijding. Zij worden hiervoor volgens roulatieschema’s op diverse vliegvelden direct aan de kust gestationeerd en zijn daar dan voor een bepaalde periode op afroep beschikbaar.
Van de 60 geproduceerde toestellen zijn er in de loop van de tijd 8 verloren gegaan; dit gebeurde zowel tijdens blusacties als door ongelukken.
De Canadair CL-415 wordt gebruikt door de volgende landen:
- Canada – 17 toestellen
- Frankrijk – 13
- Griekenland – 17
- Italië – 14
- Kroatië – 6
- Spanje - 7
- Marokko - 8

Zij zijn ingedeeld in organisaties als de Canadese Civil Service, de Franse Securité Civile of de Italiaanse Protezione Civile, die lijken op de vroegere Nederlandse Bescherming Bevolking.

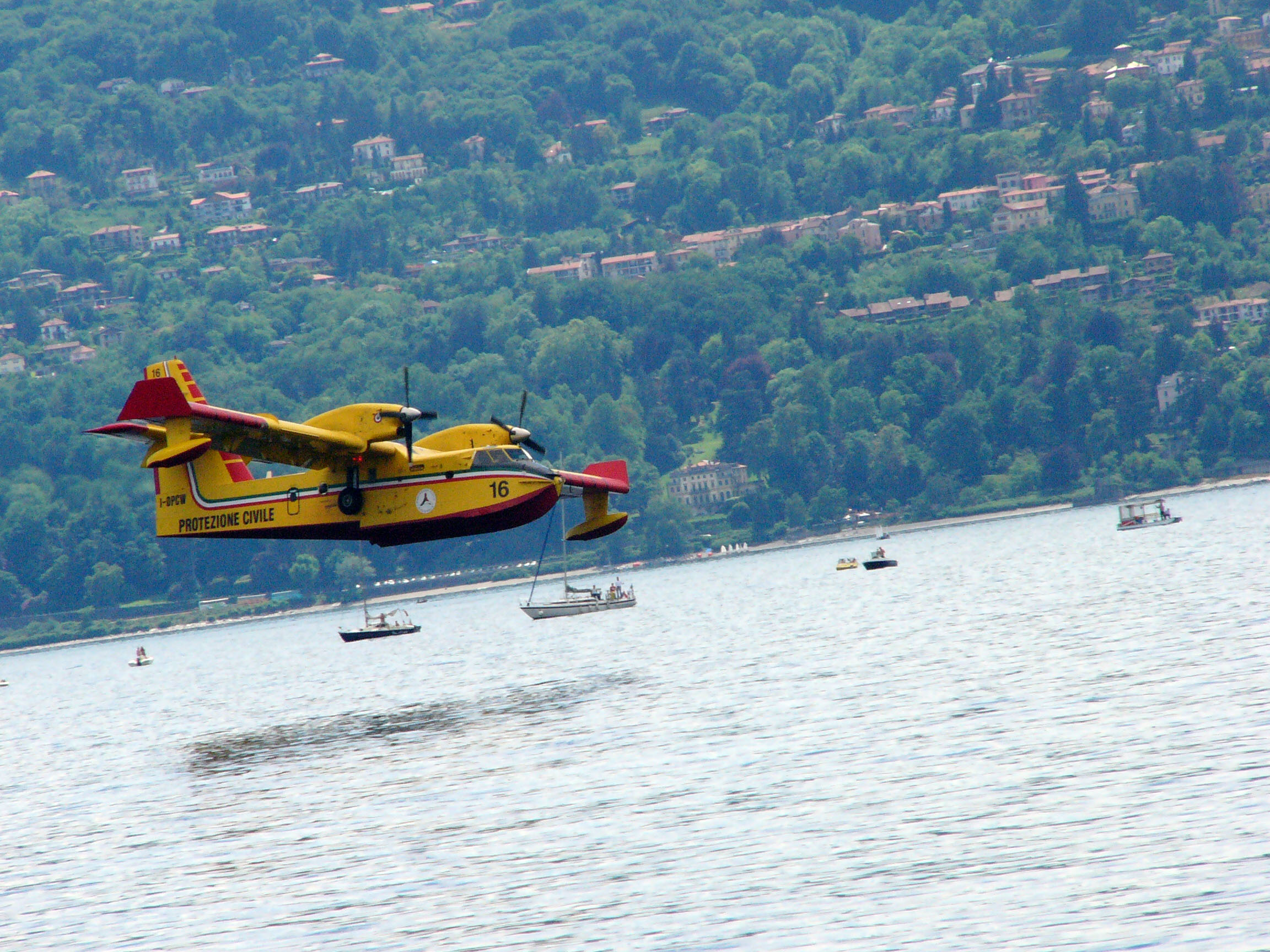
Aanvliegen...

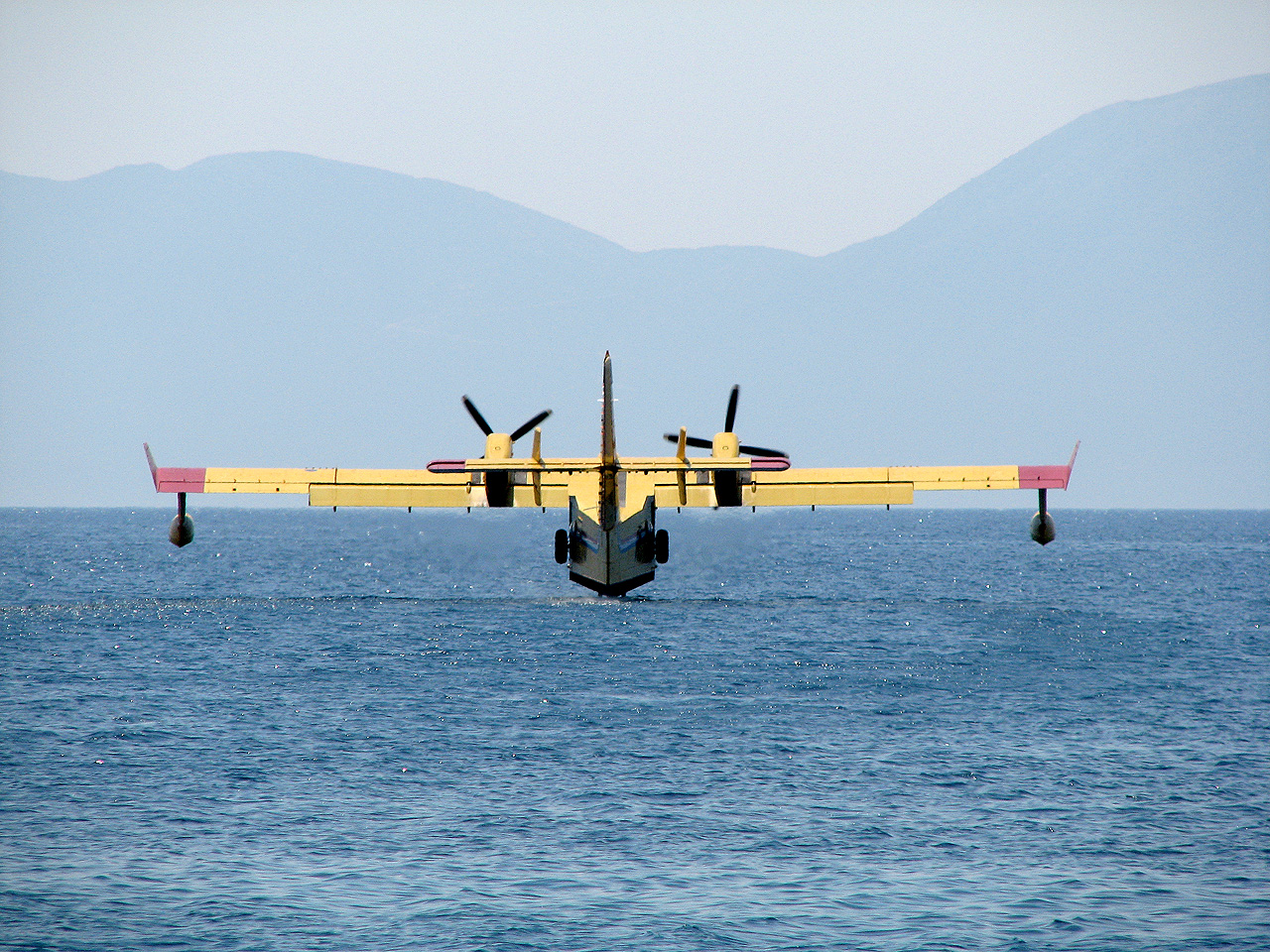
...en voltanken op zee...

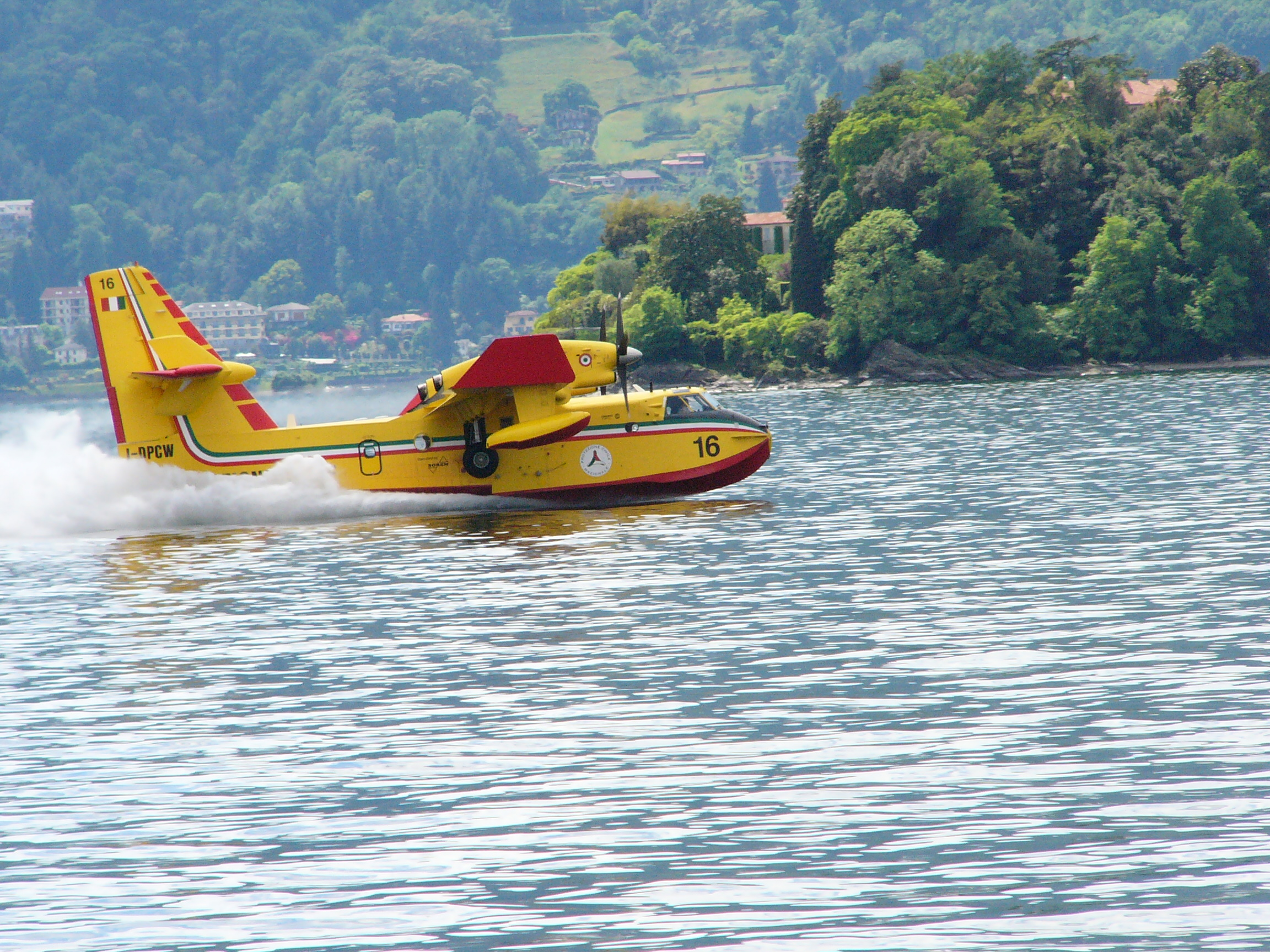
...wat gaat in 30 seconden

## Geschiedenis
Aan het eind van de jaren ’60 van de 20e eeuw werden ten behoeve van de Franse Securité Civile vier watervliegtuigen gekocht voor transport en brandbestrijding.
Het betreft toestellen van het type Canadair CL-215 die werden aangepast voor de taak van blusvliegtuig.
Na meer dan 25 jaar en een met een uitstekende staat van dienst werden deze toestellen in 1995 afgelost door hun sterkere en modernere opvolger, de Canadair CL-415. De eerste vlucht met dit toestel vond plaats in december 1993 en de eerste productietoestellen werden geleverd in 1994.
Het toestel is gebouwd uit materialen die zeer goed bestand zijn tegen corrosie; dit bevordert de lange levensduur.
Er zijn drie versies van het toestel uitgebracht
- Canadair CL-415, de standaard waterbommenwerper
- Canadair CL-415 GR, heeft sterkere motoren en kan dus meer gewicht meevoeren
- Bombardier CL-415 Multirole, een militaire variant uitgerust voor search and rescue en transport

Ten opzichte van zijn voorganger de CL-215 is de CL-415 uitgerust met aerodynamische verbeteringen, een cockpit met verbeterd uitzicht en een aangepast blusdoseersysteem.
Hierdoor is hij in staat om kleine en grote hoeveelheden water te kunnen afleveren, afhankelijk van de soort en de omvang van de brand.

## Inzet
- Europa; bijna ieder jaar als de Zuid-Europese kusten gedurende de zomerperiode door bosbranden worden getroffen.
- Canada; in verband met de grote afstanden worden de toestellen het gehele jaar door bij iedere grote brand ingezet.

Tijdens inzet zijn al diverse toestellen met hun bemanning verloren gegaan (zie link onderaan).
Het is een ongeschreven wet dat de landen die in het bezit zijn van deze toestellen elkaar assisteren als zij de toestellen op dat moment zelf niet nodig hebben.